# Ischnoptera inclusa
Ischnoptera inclusa es una especie de cucaracha del género Ischnoptera, familia Ectobiidae. Fue descrita científicamente por Rocha e Silva en 1968.
Habita en Brasil.